# Stephen Colbert

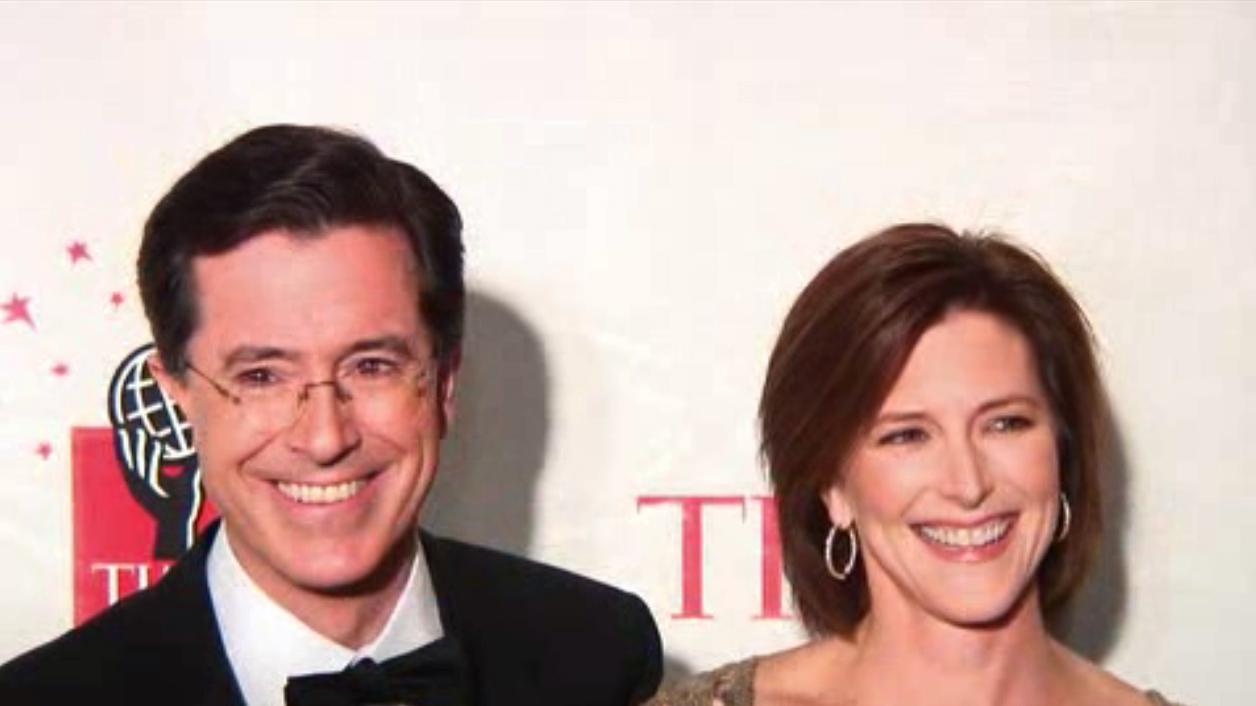
Stephen Colbert met vrouw bij het Time 100-gala 2006.

Stephen Colbert (Washington D.C., 13 mei 1964) is een Amerikaans acteur, komiek, producent en auteur. Hij is het meest bekend om zijn jaren als correspondent bij het televisieprogramma The Daily Show van Jon Stewart en als presentator van zijn eigen programma, The Colbert Report. Sinds 2015 presenteert hij op CBS de talkshow The Late Show with Stephen Colbert. Ook is hij bekend voor het promoten van het Engelstalige woord truthiness ('waarheidigheid') als omschrijving voor iemands eigen visie, niet beïnvloedbaar door rede of tegensprekend bewijs, waarmee Colbert George W. Bush, neoconservatieven en religieus fundamentalisten parodieerde.

## Biografie

### Jeugd en carrière
Colbert werd geboren in Washington D.C., maar groeide op in Charleston (South Carolina). Hij was de jongste van elf kinderen in een rooms-katholiek gezin, terwijl de meeste mensen in South Carolina protestants zijn. Zijn vader, een dokter, en twee van zijn broers overleden bij een vliegtuigongeluk toen Colbert tien jaar oud was. Als kind had hij een tumor nabij zijn rechter oor. Een mislukte operatie als gevolg hiervan zorgde ervoor dat hij rechts volledig doof is.
Na high school ging Colbert naar Chicago, Illinois om te studeren aan de prestigieuze Northwestern-universiteit. Hij behaalde daar zijn bachelordiploma en wilde acteur worden. Voor hij zijn studie afrondde kreeg hij de kans om in The Second City te spelen, waarin veel bekende Amerikaanse komieken zijn begonnen. In meerdere improvisatietheater- en tv-shows speelde hij samen met Steve Carell, die nu een van de voornaamste Hollywood-acteurs en komieken is geworden, onder andere in het satirische The Ambiguously Gay Duo (of Het dubbelzinnige homoduo), en in The Daily Show met Jon Stewart. Colbert heeft ook gespeeld in komische televisieprogramma's zoals Strangers With Candy en Saturday Night Live, en in dramatische televisieprogramma's zoals Law and Order: Criminal Intent. Tevens heeft hij als correspondent van een echt nieuwsprogramma gewerkt. Hij heeft ook een satirische roman geschreven, Wigfield: The Can-Do Town That Just May Not, samen met twee andere auteurs.
Van 2000 tot 2007 heeft Stephen Colbert de stem ingesproken van Phil Ken Sebben, de baas van het advocatenkantoor Sebben & Sebben in de tekenfilmserie Harvey Birdman: Attorney at Law. De serie is een spin-off van de tekenfilms van Birdman uit de jaren 60 door Hanna-Barbera. Harvey Birdman is gemaakt door Adult Swim.

### The Daily Show
Colbert werd landelijk bekend met The Daily Show, een komisch nieuwsprogramma dat populair is bij Amerikaanse twintigers, en waarin vooraanstaande politici als gast zijn verschenen, zoals Bill Clinton en John Kerry.

### The Colbert Report
Vanwege de populariteit van The Daily Show werd Colbert gastheer in The Colbert Report. Colbert en Jon Stewart zijn de producenten van Report, en Colbert is de voornaamste schrijver. The Colbert Report is een satirisch programma waarin de spot wordt gedreven met zelfverheerlijking en conservatieve standpunten. Daarnaast worden maatschappelijk actuele situaties onder de 'overdreven' loep gelegd door Colbert, waarbij geen politieke zijde zich er gemakkelijk vanaf kan maken. Onderwerpen van spot zijn onder andere: Bill O'Reilly, Sean Hannity, Joe Scarborough en Fox News in het algemeen, maar ook de 'Threatdown' (Number 1: Bears!) en andere onderwerpen passeren de revue.
In de eerste uitzending van The Colbert Report, lanceerde Colbert een nieuw woord, truthiness ('waarheidigheid'). Sindsdien is het woord overgenomen door kranten en verslaggevers als omschrijving voor vele zaken in de wereld van vandaag, voornamelijk de politiek van George W. Bush. Truthiness werd als het Woord van het Jaar 2005 gekozen door de Amerikaanse Dialect Gemeenschap en als een van negen woorden die het jaar kenschetsten door The New York Times. In zijn boek I Am America (And So Can You!) (uitgegeven in 2007), speelt hij zijn 'personage' van The Colbert Report en vertelt over zijn ideeën en oplossingen voor en de gevaren van (onder anderen) de liberalen en homoseksuelen.

### Academy Awards
Voor de 78e Academy Award-ceremonie van 2006 hielp Colbert mee grappen te schrijven voor zijn collega Jon Stewart, die de presentator was. Colbert sprak ook de filmstukjes in, die tijdens de ceremonie werden afgespeeld.

### White House Correspondents Association Dinner
Op 29 april 2006 trad Colbert op bij het jaarlijks diner van de WHCA, waarvoor ook de Amerikaanse president George W. Bush en first lady Laura Bush waren uitgenodigd. Als presentator van The Colbert Report zette hij de president en de uitgenodigde journalisten te kijk:
Over de oorlog in Irak:
- I believe that the government that governs best is a government that governs least, and by these standards we have set up a fabulous government in Iraq.

Over president George W. Bush:
- I stand by this man because he stands for things. Not only for things, he stands on things, like aircraft carriers, rubble and recently flooded city squares. And that sends a strong message that no matter what happens to America she will always rebound with the most powerfully staged photo ops in the world!

Over Fox News:
- And as excited as I am to be here with the president, I am appalled to be surrounded by the liberal media who are destroying this country, except for Fox News. Fox believes in presenting both sides of the story — the President's side and the Vice President's side.

### Wikipedia en Wikiality
In de aflevering van The Colbert Report van 31 juli 2006 stelde Colbert een nieuw woord voor, de porte-manteau 'Wikiality'. Wikiality is volgens de definitie van Colbert de representatie van de werkelijkheid op Wikipedia, geformuleerd door Wikipediaconsensus in plaats van feiten. Colbert had eerder Wikipedia gebruikt om op te zoeken of hij in The Colbert Report gezegd had dat Oregon het Canada van Californië is of het Mexico van Washington. Uiteindelijk dacht Colbert dat het maar beter was om Oregon het Portugal van Idaho te noemen, en pretendeerde daarna in zijn programma maar deze wijziging toe te voegen aan Wikipedia. Hij riep kijkers ook op om het artikel Olifant op de Engelse Wikipedia te wijzigen, zodat het zou vermelden dat de olifantenpopulatie in Afrika in de laatste zes maanden verdrievoudigd is. Hij zei dat als genoeg mensen hiermee instemmen, het automatisch de waarheid zou worden, en daarmee de olifant zou behoeden voor uitsterven. Hij liet ook zijn bewondering voor Wikipedia zien, omdat de filosofie van Wikipedia te vergelijken valt met zijn eigen filosofie van truthiness (dat intuïtie meer waar is dan feiten), dat als genoeg mensen in iets geloven, dat het dan ook waar wordt.

### Politiek
Colbert organiseerde in oktober 2010 samen met Stewart de Rally to Restore Sanity and/or Fear. Op de demonstratie kwamen ongeveer 215.000 mensen af. Het doel van de bijeenkomst was om een uitlaatklep te geven aan de meer gematigde Amerikanen die niet gehoord werden omdat, volgens Stewart, de extremen, waar slechts 15 tot 20 procent van de Amerikanen toe behoort, de discussie over de politiek in Amerika domineren. De demonstratie was een pleidooi voor een redelijke discussie.
Colbert heeft ook een politiek actiecomité opgericht. In mei 2011 verzocht hij de Federal Election Commission om onder de media-uitzondering te vallen zodat hij er aandacht aan mag besteden in zijn televisieprogramma, The Colbert Report. In juni 2011 heeft de Federal Election Commission een beperkte uitzondering toegekend. De uitzondering staat toe dat er ongelimiteerde zendtijd gedoneerd wordt zonder dat dit geopenbaard hoeft te worden aan de Federal Election Commission, maar slechts binnen The Colbert Report. Na het toekennen van de uitzondering heeft Colbert de papieren ingediend om zijn Super PAC officieel op te richten.
In januari 2012 kondigde Colbert aan dat hij ging onderzoeken of hij mee kon doen met de Republikeinse voorverkiezingen in South Carolina. Dit was een reactie op een officiële peiling waarin Colbert populairder bleek dan andere 'echte' kandidaten. Hij heeft zijn Super PAC officieel overgedragen aan Jon Stewart, omdat de regels het niet toestaan dat een Super PAC wordt gecoördineerd door een politicus die meedoet aan de verkiezingsrace. Als onderdeel van de campagne heeft zijn Super PAC verschillende reclamespotjes gemaakt, die daadwerkelijk werden uitgezonden in Amerika. In meerdere ervan werd de kijker aangemoedigd op Hermain Cain te stemmen in South Carolina, terwijl die op dat moment zijn kandidatuur al had ingetrokken. Alles bij elkaar was het vooral een mogelijkheid voor Jon Stewart en Stephen Colbert om het disfunctionele Super PAC-systeem op een satirische manier onder handen te nemen.
Sinds het opnieuw aantreden van Donald Trump als president van de Verenigde Staten in 2025 reageert Colbert in de Late Show dagelijks op de uitingen en handelingen van de president gericht op het weer groot maken van Amerika. Met name de aanzet tot en de realisering van de verhoging van de "tariffs" en de effecten die dat heeft op de aandelenkoersen en het functioneren van de economie, is een onderwerp dat Colbert met humor en cynisme aanpakt. Op 14 juli 2025 noemde Colbert de schikking tussen Paramount, de moedermaatschappij van CBS, en advocaten van Trump een “big fat bribe” (Nederlands: grote vette steekpenning). Een paar dagen besloot CBS zijn show in mei 2026 te stoppen, het besluit had volgens CBS niets te maken met de negatieve uitlating van Colbert.

## Trivia
- Stephen Colbert stond op de Time 100-lijst van 2006, onder de categorie Artists & Entertainers.
- Aptostichus stephencolberti is een spin die naar Colbert is vernoemd.[3]